# Laura Bernasconi
Pour les articles homonymes, voir Bernasconi (homonymie).
Laura Bernasconi, née et morte à Rome, est une peintre italienne du XVIIe siècle, estimée comme peintre de fleurs.

## Biographie
Laura Bernasconi, peintre baroque a travaillé à Rome de 1622 à 1675. On sait peu de choses sur elle qui a été l’élève du peintre de natures mortes, Mario Nuzzi, dit Mario de' Fiori (Mario des fleurs), auprès duquel elle a appris à composer de grands bouquets de fleurs multicolores. Dans L'Abecedario pittorico du Bolognais Pellegrino, Antonio Orlandi cite Laura Bernasconi comme « un peintre romain, a appris à peindre des fleurs auprès de Mario Nuzzi. Elle était si parfaite qu'elle a décoré le tableau de Saint Gaetano, peint par Andrea Camassei à San Andrea della Valle. Dans la sacristie de cette église se trouve l'autel avec le retable de Saint Gaetano, représenté en train de prier parmi les anges. Les fleurs qui ornent le tableau sont de Laura Bernasconi ». Laura Bernasconi a peint le plafond de la galerie du palais Colonna avec Carlo Ruthard et son fils Filippo entre 1665 et 1668. Ses œuvres peuvent être vues à Rome, à la Galerie Doria-Pamphilj.

## Sources
Cet article comprend des extraits du Dictionnaire Bouillet. Il est possible de supprimer cette indication, si le texte reflète le savoir actuel sur ce thème, si les sources sont citées, s'il satisfait aux exigences linguistiques actuelles et s'il ne contient pas de propos qui vont à l'encontre des règles de neutralité de Wikipédia.